# Citiz
 (avril 2023).
 (mars 2022).
Citiz est un réseau coopératif d'opérateurs de mutualisation de moyen et de développement de l'autopartage en France.
Le réseau Citiz regroupe quatorze acteurs locaux, composé d'entreprises publiques et d'entreprises coopératives. Fondé en 2002 sous le nom de « France Autopartage », le réseau adopte la marque commerciale « Citiz », devenant le « réseau Citiz » en septembre 2013. Son siège social est situé à Strasbourg.
Le réseau compte 2 000 véhicules accessibles en libre-service et répartis dans 180 villes pour 75 000 utilisateurs[Quand ?].

## Histoire

### Citiz Alpes-Loire
À Grenoble, l'association Alpes Autopartage, créée en 1999, participe à la fondation de France Autopartage, futur réseau Citiz, en 2002 et met en circulation ses six premiers véhicules en 2005 en ciblant essentiellement les particuliers. En 2010, Alpes Autopartage lance Citélib à destination des entreprises. L'association Loire Autopartage, créée en 2007, rejoints Citélib pour développer ses services à Saint-Étienne à partir de 2012. Le développement se poursuit dans la décennie qui suit, sous le nom de Citiz Alpes-Loire à partir de 2017, et en privilégiant l'ouverture de services sur de nouvelles communes jusqu'à couvrir 70 communes et 410 véhicules.
Entre 2014 et 2017, Citélib déploye des modèles de véhicules électriques biplaces, dont des Toyota i-Road, dans le cadre d'une expérimentation menée par le constructeur Toyota.

### Citiz LPA
Citiz LPA, anciennement Autolib, est le service de voiture en libre-service proposé à Lyon et Villefranche-sur-Saône. Le service change de nom le 3 février 2015, à la suite d'un contentieux avec Europcar Mobility Group et sa marque Autoliberté, le nouveau nom fait référence à la SEM Lyon Parc Auto,.
Des critiques envers l'absence de soutien de la Métropole de Lyon apporté à Autolib', devenu Citiz LPA depuis, ont été émises au moment du lancement de Bluely par l'association « La voiture autrement », dont le but est de promouvoir l'autopartage : Elle estime que le Grand Lyon a soutenu Bluely au détriment d'Autolib', et souhaite qu'il renforce son soutien à ce dernier service, arguant en particulier que les prestations offertes sont très différentes de celles de Bluely (véhicules proposés, longueur des trajets, etc.). En outre, l'association s'interroge sur le fait que Bluely, comme son homologue Autolib' à Paris, concurrence en partie les transports en commun et les vélos en libre-service.

### Citiz Besançon
Citiz Besançon, anciennement Auto'cité jusqu'en 2014, est le nom donné au service de voiture en libre-service à Besançon, disponible depuis le 16 mars 2010,. En 2012, le service s'équipe de deux voitures électriques en complément de ses 13 véhicules thermiques. En fusionnant avec Citiz Dijon, le service devient régional et s'appelle Citiz Bourgogne-France-Comté.

### Citiz Grand Est
Citiz Grand Est, anciennement Auto'trement, propose des voitures en libre-service dans plus de 20 villes et gares de la région Grand Est. Le service est lancé à la fin de l'année 2000 avec 3 voitures, et compte en 2019 près de 300 voitures en libre-service.
L'association Auto'trement est créée en décembre 1999 pour mettre en place le service d'autopartage. Après avoir installé une première station dans le centre-ville de Strasbourg (Les Halles), le service est proposé au cours des mois suivants dans de nouveaux quartiers de Strasbourg. L'association devient une Société coopérative d'intérêt collectif (SCIC)[Quand ?]. Auto'trement est la première SCIC créée en Alsace.
Après une expérimentation de quelques années et la réalisation d'une étude sur le potentiel de développement de l'autopartage en Alsace, la coopérative initie des projets d'extension dans plusieurs villes alsaciennes (Mulhouse, Colmar, Haguenau, Saverne, Molsheim, Obernai, Saint-Louis, Erstein, etc.).
En 2012, Auto'trement développe une offre de voitures en libre-service équipées pour le transport de personnes à mobilité réduite.
En 2013, Auto'trement choisit la marque du réseau France autopartage (Citiz) et devient Citiz Alsace.
En 2014, Citiz participe à la création du pass mobilité[source secondaire souhaitée] qui regroupe sur un même abonnement tramway, bus, vélo en libre-service et parking relais.
En 2015, Citiz crée « Yea! », premier service d'autopartage français sans station. Une flotte de 30 voitures est disponible sans réservation et sans station à Strasbourg[source secondaire souhaitée].
En 2018, Citiz Alsace et Citiz Lorraine fusionnent et deviennent Citiz Grand Est. 
À Mulhouse, Citiz est partenaire du compte mobilité. Parmi les premières expériences de Mobility Service (MaaS) en France, le compte mobilité regroupe sur la même application tous les services de mobilité de Mulhouse Alsace Agglomération (M2A).

### Citiz Rennes Métropole
Le service voit le jour sous forme associative avec un seul véhicule en 2002 à l'initiative de Pascal Roux, employé du ministère de l'Économie et des Finances⁣⁣ avec le soutien de la ville de Rennes, qui décide d'y créer un service d'autopartage après avoir lu un article concernant le système Auto'trement implanté à Strasbourg,.
Après cette phase expérimentale, l'association devient une coopérative de consommation en 2006, une identité visuelle et un nom commercial (City roul') font alors leur apparition,. En 2010, tandis que la coopérative est transformée en entreprise, son parc de véhicules double et une levée de fonds de 600 000 € est effectuée avant l'été afin d'augmenter les fonds propres de l'entreprise exploitante. 
En 2011, le service est rendu compatible avec la carte de transport régionale KorriGo, déjà utilisée par le STAR et le service est étendu à la ville de Saint-Malo à titre expérimental. 
En 2012, RATP Dev rejoint Keolis Rennes comme partenaire de City roul',. 
Le 30 mai 2013, son exploitation est confiée à Citédia, une société d'économie mixte dépendant de Rennes Métropole,. Anciennement dénommée Société anonyme d'économie mixte d'autoparcs de l'agglomération rennaise (SAPAR), cette société d'économie mixte est chargée de l'exploitation de nombreux équipements de Rennes Métropole (dont les parkings).
En 2015, City roul' renouvelle l'intégrité de sa flotte et introduit les monospaces ou les utilitaires,. 
Les offres sans abonnement sont lancées en mars 2016. Le 1er juillet 2019, City Roul' intègre le réseau Citiz (France Autopartage) et adopte la marque Citiz Rennes Métropole ; la flotte de véhicules est entièrement renouvelée. 
En 2020, Citiz Rennes Métropole complète son offre avec la mise à disposition de 20 véhicules en free-floating (sans réservation) sous la marque Yea!. 
Cette dernière est abandonnée en novembre 2023 au profit de la seule marque Citiz, seule la couleur des véhicules identifie les services : blanc et vert pour le service classique et rouge et blanc pour le free-floating.

Logo initial de City Roul'.
Logo à partir de 2016

## Opérateurs
En avril 2023, le réseau coopératif d'opérateurs d'autopartage en France Citiz regroupe 14 opérateurs locaux répartis dans 11 régions métropolitaines :
| Région                     | Lieu(x)                                                                                          | Nom du service                | Date d'ouverture                                                                             | Structure juridique                              |
| -------------------------- | ------------------------------------------------------------------------------------------------ | ----------------------------- | -------------------------------------------------------------------------------------------- | ------------------------------------------------ |
| Auvergne-Rhône-Alpes       | Grand Lyon, Villefranche-sur-Saône (Rhône)                                                       | Citiz LPA                     | 2003 (anciennement nommé Autolib')                                                           | Pôle autopartage de la SEM « Lyon Parc Auto »    |
| Auvergne-Rhône-Alpes       | Départements de l'Ain, Ardèche, Drôme, Isère, Loire, Haute-Loire, Savoie, Haute-Savoie           | Citiz Alpes-Loire             | 2005 (anciennement Alpes Autopartage et Car liberté, ayant fusionné sous le nom de Cité Lib) | SCIC Alpes-Autopartage                           |
| Bourgogne-Franche-Comté    | Besançon (Doubs), Dijon Métropole (Côte d'Or), Lajoux, Moirans (Jura), Louhans (Saône-et-Loire), | Citiz Bourgogne-Franche-Comté | 2010 (anciennement nommé Autocité, Puis Citiz Besançon, puis fusion avec Citiz Dijon)        | SCIC Autopartage Bourgogne Franche-Comté         |
| Bretagne                   | Rennes (Ille-et-Vilaine)                                                                         | Citiz Rennes Métropole        | 2002 (anciennement nommé City Roul')                                                         | SPL Citédia Métropole                            |
| Centre - Val de Loire      | Tours (Indre et Loire)                                                                           | Citiz Tours                   | 2012 (anciennement nommé Autopartage Centre Tours)                                           | SCIC France Autopartage                          |
| Grand-Est                  | Départements de Marne, Meuse, Meurthe-et-Moselle, Moselle, Bas-Rhin, Haut-Rhin, Vosges           | Citiz Grand Est               | 2000 (anciennement nommé Auto’trement, puis Citiz Alsace, puis fusion avec Citiz Lorraine).  | SCIC Auto’trement                                |
| Hauts-de-France            | Métropole Européenne de Lille (Nord), CU Arras (Pas de Calais)                                   | Citiz Lille-Arras             | 2007 (anciennement nommé Lilas Autopartage)                                                  | SCIC Lilas Autopartage                           |
| Île-de-France              | Montreuil, Suresnes                                                                              | Citiz Ile de France           | 2020                                                                                         |                                                  |
| Nouvelle-Aquitaine         | Bordeaux Métropole                                                                               | Citiz Bordeaux                | 2001 (anciennement nommé AutoCool)                                                           | SCIC Autocool                                    |
| Nouvelle-Aquitaine         | La Rochelle agglomération                                                                        | YeloMobile                    | Années 1990                                                                                  |                                                  |
| Nouvelle-Aquitaine         | Poitiers, Buxerolles, Chasseneuil-du-Poitou                                                      | Otolis                        | 2008                                                                                         | EPIC Régie des Transports Poitevins              |
| Occitanie                  | Tarbes, Lourdes, Toulouse, Ramonville-Saint-Agne, Millau, St Affrique, La Cavalerie, Campagnac   | Citiz Occitanie               | 2009 (anciennement nommé Mobilib puis Citiz Toulouse)                                        | SCIC Mobilib                                     |
| Pays-de-la-Loire           | Angers                                                                                           | Citiz Angers                  | 2011 (anciennement Autocité+)                                                                | Service de la SPL Anjou Loire Territoire (Alter) |
| Pays-de-la-Loire           | Nantes                                                                                           | Citiz Nantes                  | 2019                                                                                         | SCIC Nantes Autopartage                          |
| Provence-Alpes-Côte d'Azur | Marseille, Avignon                                                                               | Citiz Provence                | 2002 (anciennement Avignon Autopartage et AutoPartage Provence)                              | SCIC Autopartage Provence                        |

## Partenaires
Le réseau Citiz fonde l’association des acteurs de l’autopartage début 2020, avec dix autres acteurs agissant sur le territoire français : Clem’, Communauto, Getaround, Mobility Tech Green, Modulauto, Mov’InBlue, ShareNow, Totem Mobi, Ubeeqo et Vulog.
Citiz participe au collectif des « Licoornes », composé de neuf coopératives développant des services solidaires et des produits du quotidien dans le sens de la transition citoyenne et écologique : le fournisseur d’électricité renouvelable Enercoop, le service de covoiturage Mobicoop, la société de transport ferroviaire Railcoop, la banque de finances solidaires La Nef, l’opérateur de télécommunications Telecoop, ainsi que Label Emmaüs, membre du Mouvement Emmaüs, Commown, et Coopcircuits,,,. Ce collectif se voulant une alternative au développement par le modèle des licornes, des start-ups à valorisation élevée.

## Galerie

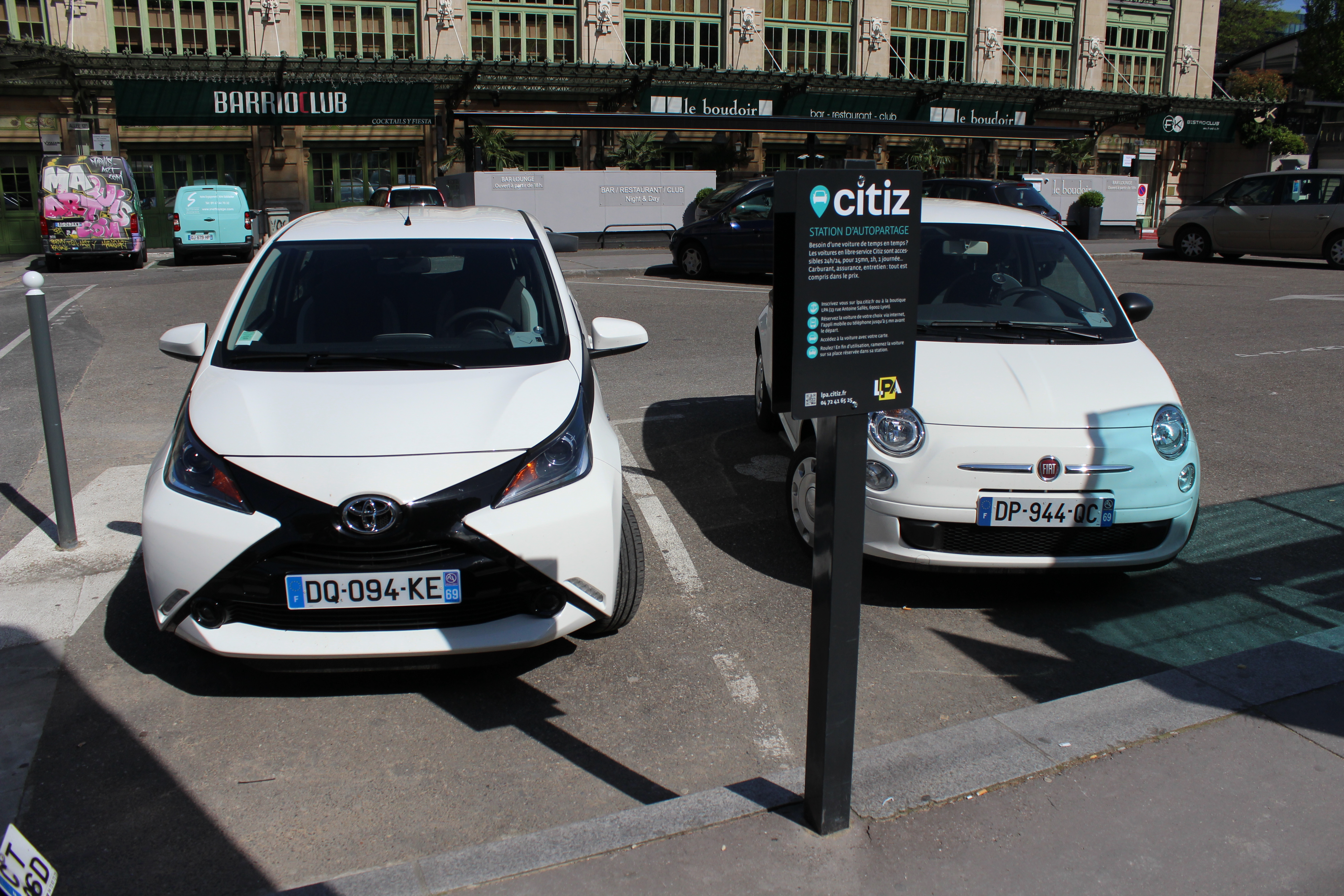
Citiz à Lyon.
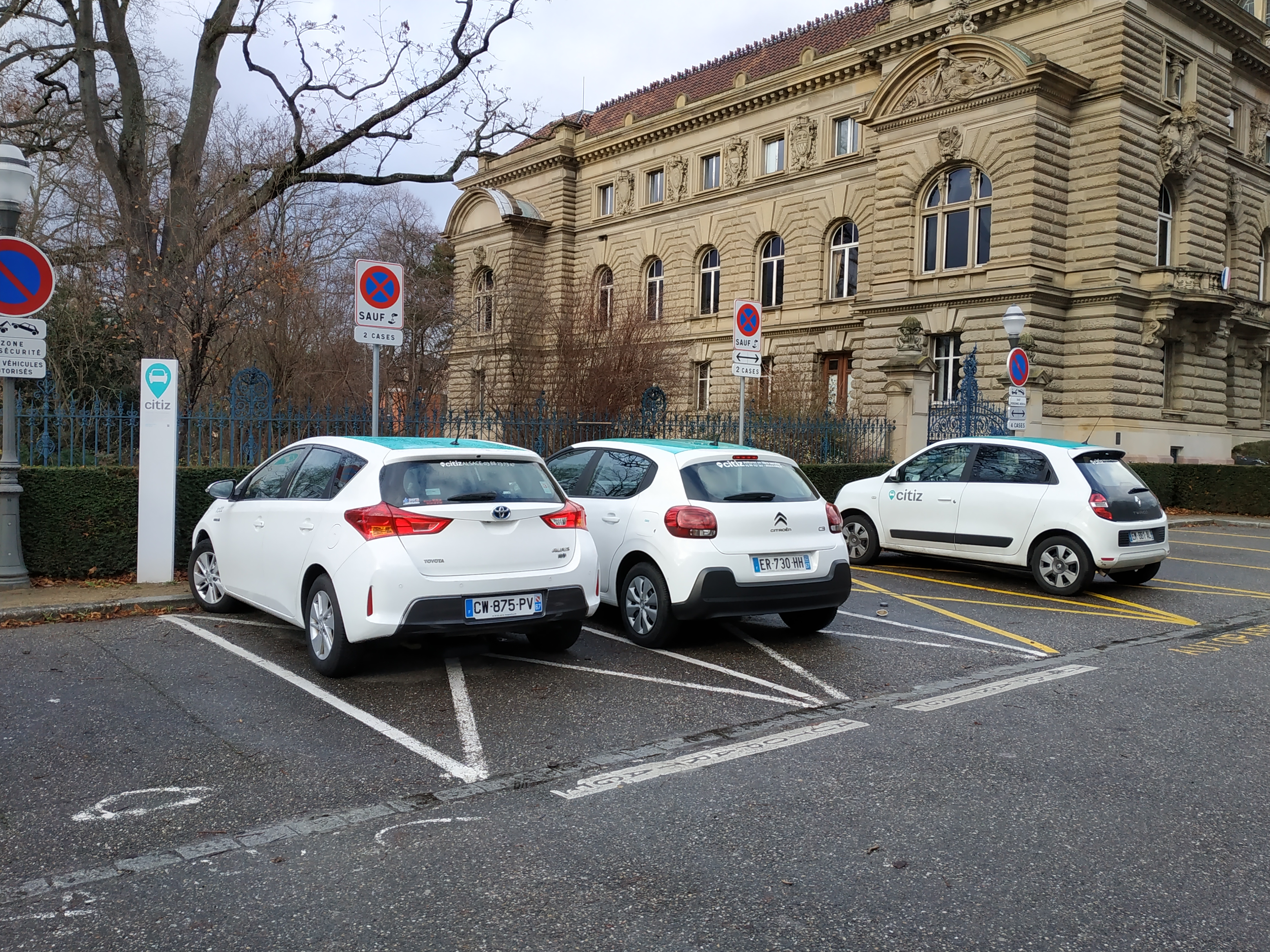
Citiz à Strasbourg.
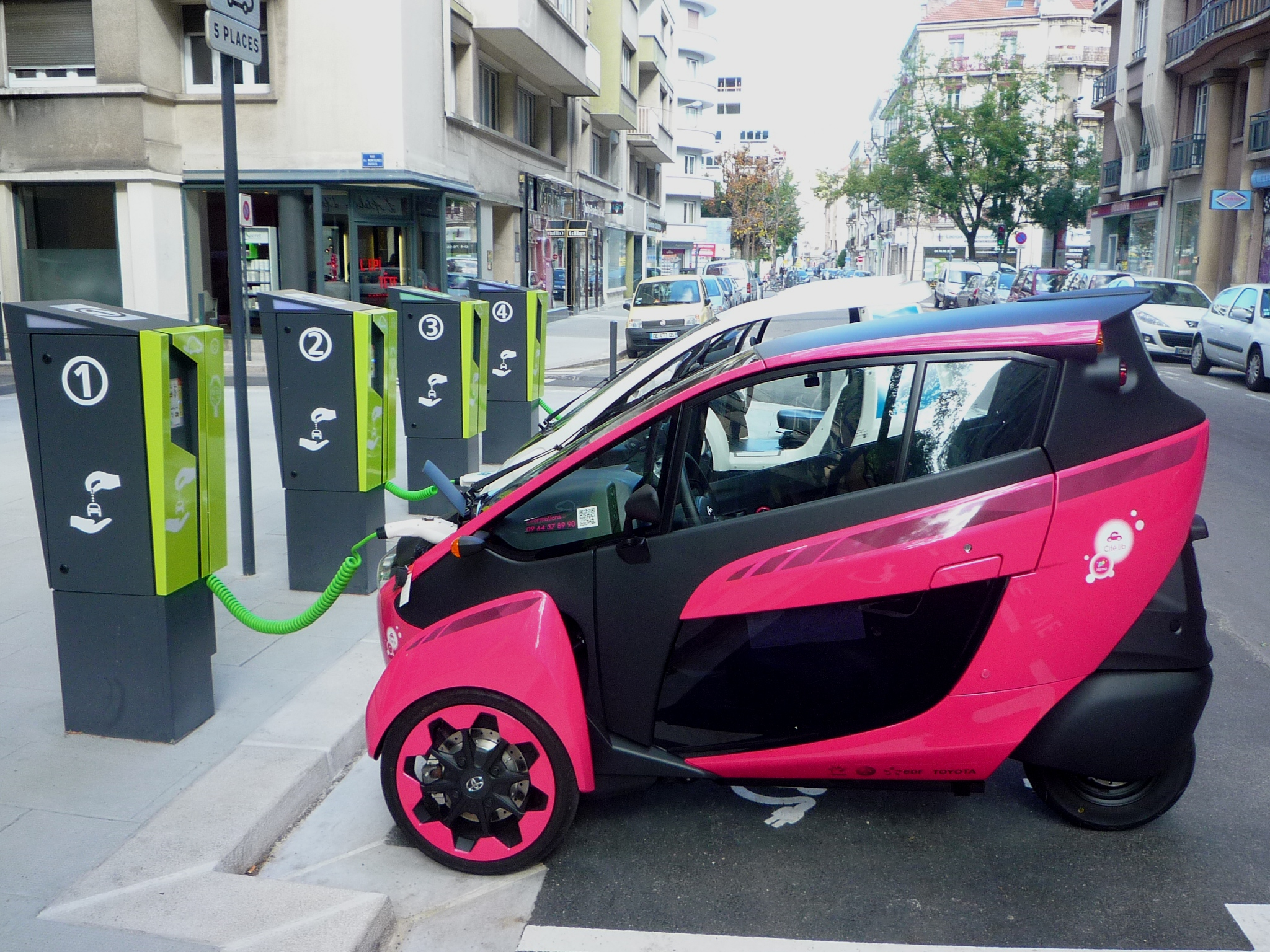
Les véhicules électriques biplace i-Road opérés par Citiz Alpes-Loire (alors nommé Citélib) entre 2014 et 2017.
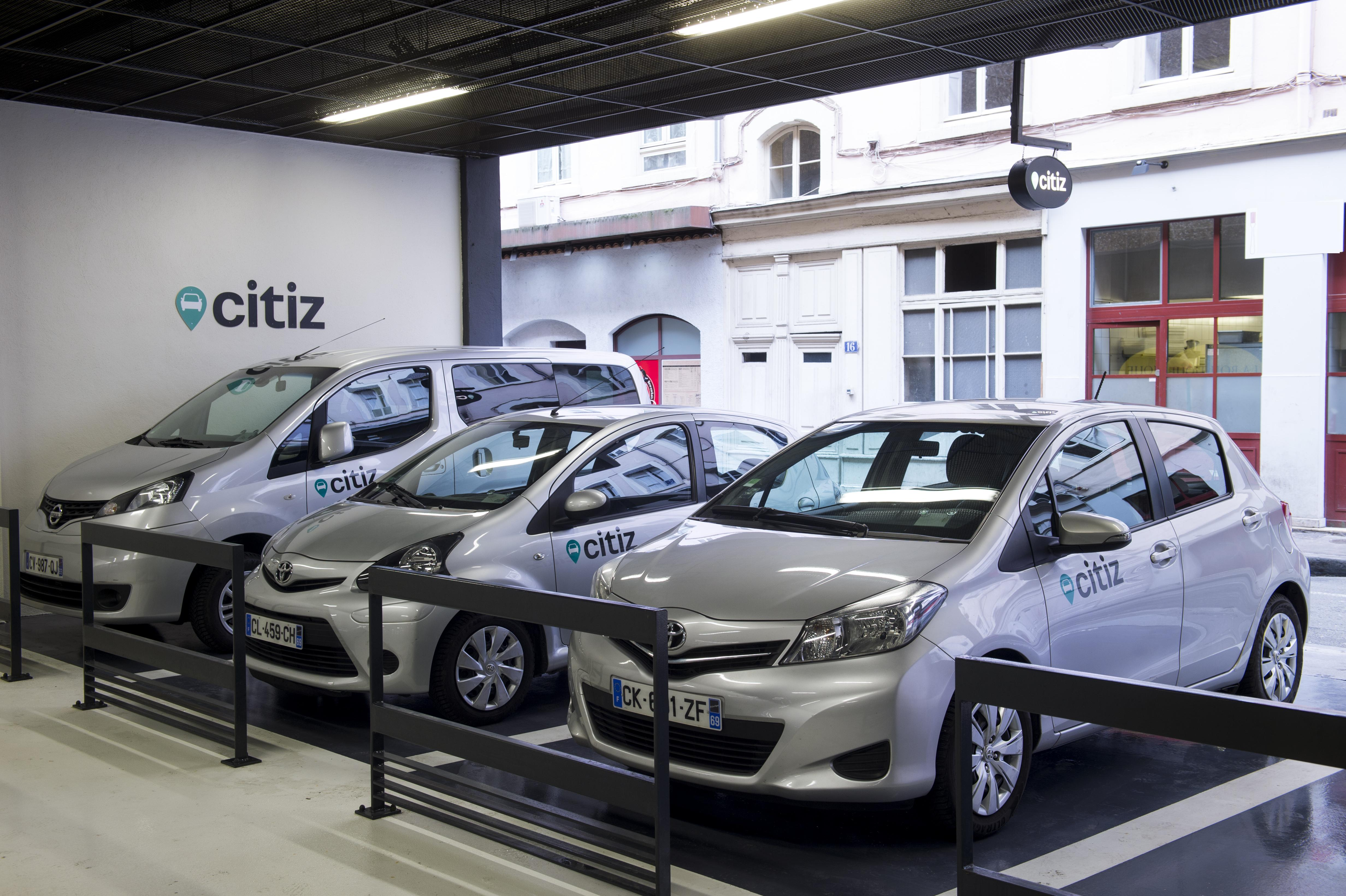
Station Citiz LPA.
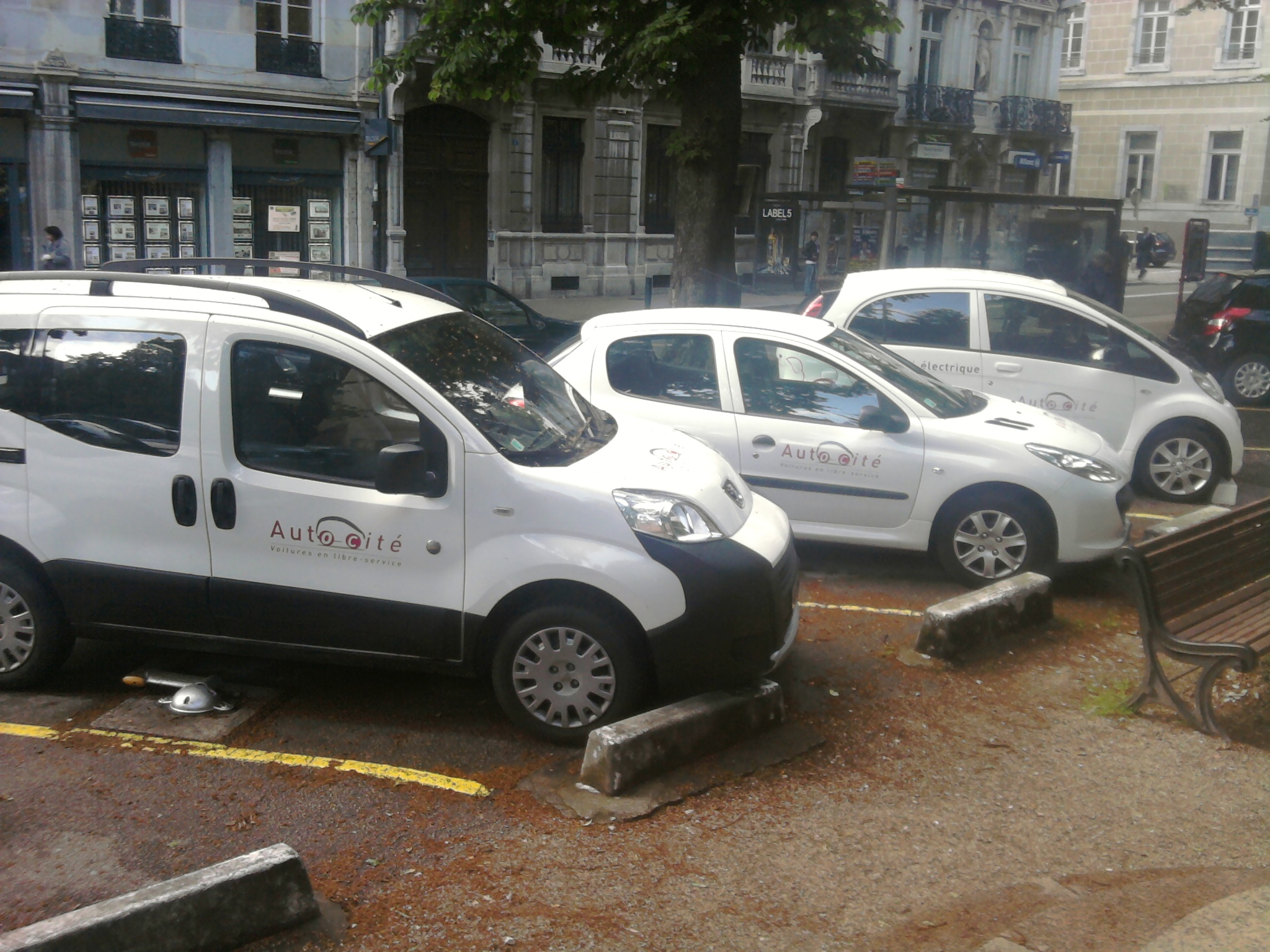
Exemple de trois modèles de véhicules libres, au parc Granvelle à Besançon.